# Louis-Antoine-Henri de Bourbon-Condé
Louis Antoine de Bourbon (Louis Antoine Henri), (n. 2 august 1772, Chantilly, Picardie⁠(d), Franța – d. 21 martie 1804, Vincennes, Seine, Franța) a fost rudă a monarhilor Bourbon ai Franței. Mai faimos pentru moartea sa decât pentru viața sa, a fost executat în urma unor acuzații în timpul Consulatului francez.

## Biografie

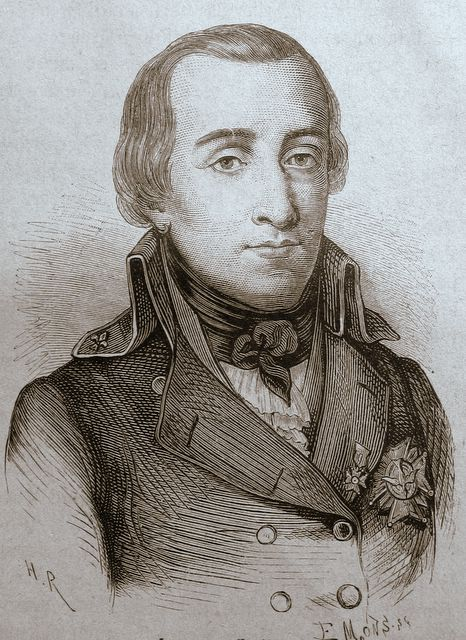
Ducele de Enghien

Ducele a fost unicul copil al lui Louis Henri de Bourbon și a soției lui, Bathilde d'Orléans. Ca membru al Casei de Bourbon a fost prinț de sânge. S-a născut la Castelul Chantilly, reședința de la țară a Prinților de Condé. La naștere a primit titlul de Duce de Enghien, tatăl său era deja Duce de Bourbon și moștenitor al titlului de Prinț de Condé.
Numele complet al mamei sale era Louise Marie Thérèse Bathilde d'Orléans; ea era singura fiică în viață a lui Louis Philippe d'Orléans (nepot al regentului Filip d'Orléans) și a Louisei Henriette de Bourbon. Unchiul său era viitorul Philippe Égalité și era verișor primar cu viitorul Louis-Philippe I, rege al Franței. De asemenea a fost descendent al regelui Ludovic al XIV-lea și a metresei sale, Madame de Montespan; mama sa a fost strănepoată a Mademoiselle de Blois (1677–1749) iar tatăl său strănepot a Mademoiselle de Nantes (1673–1743), două dintre fiicele Madamei de Montespan.
A fost singurul copil al părinților săi, aceștia s-au separat în 1778 după ce  a fost descoperită legătura tatălui său cu Marguerite Catherine Michelot, o cântăreață de operă. Louis Antoine a fost ultimul descendent al Casei de Condé.
La izbucnirea Revoluției franceze, tânărul Louis Antoine în vârstă de 17 ani a emigrat cu tatăl și bunicul său la câteva zile după căderea Bastiliei și a rămas în exil căutând forțe pentru o invazie în Franța și restaurarea monarhiei. În 1792, la izbucnirea războaielor revoluționare franceze, el a deținut o comandă în armata emigranților care era organizată și comandată de bunicul său, Prințul de Condé. S-a angajat în încercarea de a invada Franța alături de armatele aliate austriece și prusace unite sub comanda Ducelui Carol al II-lea, Duce de Braunschweig-Wolfenbüttel. La 2 februarie 1794 Louis Antoine a primit din mâinile Contelui de Provence (viitorul Ludovic al XVIII-lea al Franței) Crucea Saint-Louis pentru comportamentul său viteaz în armata de Condé.. 
După disoluția armatei Condé, după pacea de la Lunéville (februarie 1801), s-a căsătorit cu Charlotte de Rohan, nepoata cardinalului de Rohan și s-a refugiat la Ettenheim în Baden aproape de frontiera franceză.

## Deces
La începutul anului 1804, Napoleon Bonaparte, atunci Primul Consul al Franței a auzit o știre care părea să-l lege pe tânărul duce cu conspirația Cadoudal-Pichegru urmărită de către poliția franceză. Știrea era falsă însă Napoleon a dat ordine pentru arestarea ducelui. Deși între timp s-a descoperit adevărul, acuzarea ducelui a fost schimbată; a fost acuzat că a fost împotriva Franței în ultimul război și că avea intenția de a lua parte la o nouă coaliție împotriva Franței. Comisia militară prezidată de Hullin a întocmit actul de condamnare în grabă. La 21 martie 1804 ducele a fost împușcat în șanțul castelului Vincennes, aproape de un mormânt care îi fusese deja pregătit.